# Градища (Петърско)
Градища (на гръцки: Γκραντίστα) е античен гръцки град на югозапад от леринското село Петърско, дем Суровичево, Гърция, на западния бряг на Петърското езеро. Градът е идентифициран със споменатия през Средновековието от Скилица град Петриск (Πετρισκός).

## Местоположение
Петриск е разположен на хълм в Малка Нидже на югозапад над Петърско на западния бряг на езерото в местността Градища или Кале (Κάλε).

## История
Градът е локализиран през 1913 година, когато Николаос Пападакис публикува вградените в църквата „Свети Николай“ антични надписи. В 1920 година гръцкият археолог Антониос Керамопулос прави проучвателни разкопки и установява наличието на останки от жилищни сгради. Най-ранните следи от живот са от късния халколит - ранната желязна епоха. Между III и I век пр. Хр. градът постига своя разцвет и е образец за градско селище от Горна Македония. Според Керамопулос Кале първоначално е била древна македонска крепост, която е била ремонтирана при Юстиниан I през VI век. Вероятно градът е основан в III век пр. Хр. от македонския цар Антигон II Гонат (319 – 239 г. пр. Хр.). В I век пр. Хр. животът в града прекъсва, за да бъде продължен в римско време в равнината под хълма на мястото на днешното селище. Градът се радва на разцвет благодарение на стратегическото си местоположение на Виа Егнация.
През Средновековието крепостта се мести северно от езерото в местността Кале.
Градът продължава да играе важна роля и през Средновековието. Това е крепостта, спомената Йоан Скилица като Петрискос (Πετρίσκος). Това е мястото, където синът на цар Самуил и наследник на българския престол Гаврил Радомир е убит в 1015 година от братовчед си Йоан Владислав по време на лов в района на Петърското езеро.
Името на селото Петърско и в българския, и в гръцкия си вариант е наследник на Петрискос.

## Описание
В града има разкрити силна стена, частни и обществени сгради в свободна градска система с улици широки 2,5 метра, обхващащи по-голямата част от оградения хълм. Обхваща площ от 15 - 20 декара.
В 1984 година Градища е обявен за паметник на културата.